# Jacques Gauthé
Jacques Gauthé (* 12. Juni 1939; † 10. Juni 2007) war ein französischer Klarinettist und Sopransaxophonist des Oldtime Jazz.

## Leben und Wirken
Gauthé stammt aus der Gascogne, hatte als Kind Klavierstunden und studierte Solfeggio. Gegen Ende des Zweiten Weltkriegs hörte er im Radio Jazz und entschied sich mit 14 Jahren für die Klarinette, als er bei einem Konzert in Paris den in Frankreich lebenden Saxophonisten und Klarinettisten Sidney Bechet hörte und sich daraufhin entschied Profimusiker zu werden. Gauthe kam dann in Kontakt mit Bechet, der sein Mentor wurde, und weiteren Jazz- und Bluesmusiker der Nachkriegsära wie Mezz Mezzrow, Albert Nicholas, Memphis Slim und Benny Waters. 1953 gründete Gauthé seine erste eigene Formation und tourte mit seiner Old Time Jazz Band of Toulouse; in der Band spielten zeitweise Nicholas, Lucky Thompson und Don Byas. Gauthé trat mit seiner Band auf dem San Sebastian Jazz Festival auf, außerdem mehrere Jahre auf dem Paris’ Jazz Band Ball.
In späteren Jahren arbeitete Gauthé eine Weile in Bechets Heimat Louisiana, mit seiner Creole Rice Yerba Buena Jazz Band in New Orleans (u. a. mit dem Kornettisten Eddie Bayard) und spielte im Stil von Lu Watters und Monte Ballou (Yerba Buena Style, 1994). Auf dem 1997 entstandenen Album Bechet Summit spielte Gauthé mit Veteranen wie Claude Luter und Bob Wilber.
Gauthé wirkte außerdem an Alben von Claude Luter (Red Hot Reeds, 1986), Steve Pistorius, Hal Smith sowie den Revival-Formationen Silver Leaf Jazz Band und Louisiana Repertory Jazz Ensemble mit.

## Diskographische Hinweise
- Someway, Sweetheart (GHB, 1989)
- Paris Blues (Stomp Off, 1990)
- Creole Jazz (Stomp Off, 1992)
- Yerba Buena Style (GHB, 1994)
- Bechet Summt (GHB, 1997)